# Weinmannia organensis
Weinmannia organensis är en tvåhjärtbladig växtart som beskrevs av Gardn.. Weinmannia organensis ingår i släktet Weinmannia och familjen Cunoniaceae. Inga underarter finns listade i Catalogue of Life.